# U 1060
U 1060 war ein deutsches U-Boot vom Typ VII F, welches durch die Kriegsmarine während des U-Boot-Krieges des Zweiten Weltkrieges zum Transport von F.A.T. Torpedos, T-5 Torpedos und weiterem Material eingesetzt wurde.

## Geschichte
U 1060 war das zweite von vier Typ VII F Versorgungsbooten, welche von der Kriegsmarine bei der F. Krupp Germaniawerft, Kiel, am 25. August 1941 in Auftrag gegeben wurden. Der Auftrag umfasste, neben diesem Boot, noch U 1059, U 1061 und U 1062. Alle dieses Boote wurden im Jahr 1943 an die Kriegsmarine ausgeliefert. Die Kiellegung von U 1060 erfolgte am 7. Juli 1942, und der Stapellauf am 8. März 1943. Kommandant des Bootes war Herbert Brammer. U 1060 führte als Bootswappen ein Kurzschwert vor einer weißen Sonne auf gelbem Grund. Dieses Symbol wurde auch von der Besatzung als Mützenabzeichen getragen.

## Kommandant
Herbert Brammer wurde am 24. April 1914 in Rendsburg geboren. Er trat im Jahr 1937 der Kriegsmarine bei und absolvierte die U-Bootausbildung vom November 1940 zum Oktober 1941. Vom Oktober 1941 bis zum 15. Dezember 1941 nahm er an der Baubelehrung von U 118, bei der Kriegsschiffbaulehrabteilung U-Ostsee in Kiel teil. Herbert Brammer, diente von Dezember 1941 bis Dezember 1942 als Erster Wachoffizier an Bord von U 118. Auf diesem X B Minenleger machte Brammer zwei Feindfahrten im Nord- und Mittelatlantik mit. Nachdem er U 118 verlassen hatte, machte er die Kommandantenausbildung bei der 24. U-Flottille in Memel und war anschließend vom Februar 1943 bis zum März 1943 der stellvertretende Kommandant der 5. U-Flottille. Vom März bis zum April 1943 war er der Kompanieoffizier in der 2. U-Ausbildungsabteilung, Neustadt/Zeven. Vom April 1943 bis zum 14. Mai 1943 wurde er über den Bau seines zukünftigen U-Bootes, U 1060, bei der 1. Kriegsschiffbaulehrabteilung in Kiel, belehrt, das er am 15. Mai 1943 in Dienst stellte. Herbert Brammer starb mit 11 anderen Besatzungsmitgliedern, als U 1060 am 27. Oktober 1944 von mehreren britischen Trägerflugzeugen angegriffen wurde.

## Einsatzstatistik
U 1060 führte sechs Transportfahrten durch, konnte aber keine Schiffe versenken oder beschädigen, bevor es am 27. Oktober 1944 nach schwerer Beschädigung auf den Strand von Brönnöysund gesetzt wurde.

### 1. Transportfahrt
U 1060 lief am 14. Dezember 1943 um 8:00 Uhr zur ersten Transportfahrt aus dem Stützpunkt Kiel aus und erreichte zwei Tage später Kristiansand in Norwegen. Einen Tag später, am 17. Dezember 1943, lief das Boot wieder aus mit Kurs Narvik, wo es am 23. Dezember 1943 ankam. Das Boot brachte auf dieser Fahrt Material nach Narvik und nahm vor der Rückfahrt weiteres Material auf. Auf dem Rückmarsch ging es über Egersund und Kristiansand zurück zum Kieler Stützpunkt, den das Boot am 7. Januar des folgenden Jahres erreichte.

### 2. Transportfahrt
Das Boot lief am 18. Januar 1944 um 8:00 Uhr aus Kiel zur Zweiten Transportfahrt mit den Zielen Ramsund und Narvik aus. Es brachte zuerst weiteres Material über Kiel und Kristiansand nach Ramsund, wo es Material entlud, und nach Narvik, wo es zusätzlich zur Entladung neues Material übernahm. Auf dem Rückmarsch nahm es in Ramsund Torpedos und weiteres Material in Bergen auf, wechselte den Geleitschutz in Haugesund und lief über Stavanger sowie Kristiansand zurück nach Kiel. U 1060 lief am 12. Februar wieder in Kiel ein.

### 3. Transportfahrt
Am 28. März 1944 erneut um 8:00 Uhr lief U 1060 zur 3. Transportfahrt aus. Dabei brachte das Boot erneut Material von Kiel und Kristiansand nach Ramsund, wo es Material entlud, sowie Narvik, wo ebenfalls Material entladen wurde. Auf der Rückfahrt ging es im Geleit über Narvik, Trondheim, wo es die Eskorte wechselte und Bergen sowie Stavanger, wo das Geleit nochmals gewechselt wurde, und Kristiansand zurück nach Kiel, das am 27. April erreicht wurde.

### 4. Transportfahrt
U 1060 verließ am 13. Mai 1944 um 8:00 Uhr den Heimathafen zur vierten Transportfahrt. Das Boot brachte erneut Material von Kiel über Kristiansand nach Ramsund zur Entladung von Material. Auf dem Rückweg wurde U 1060 in Ålesund mit Luftgefahr konfrontiert und ging über Bergen, Stavanger und Kristiansand zurück zum Kieler Stützpunkt, den das Boot am 3. Juni erreichte.

### 5. Transportfahrt
Die 5. Transportfahrt für U 1060 begann am 20. Juni 1944 um 8:10 Uhr. Auch auf dieser Fahrt wurden unbekannte Geräte aufgenommen und von Kiel über Kristiansand nach Bergen, Florø, Ålesund und Trondheim zur Entladung. In Ålesund und Bergen wurde weiteres Material übernommen. In Måløy wurde U 1060 mit Luftgefahr konfrontiert. In Ålesund und Trondheim wurde Material abgeliefert. Auf dem Rückmarsch wurde in Kristiansand, Ålesund, Bergen und Haugesund die Eskorte gewechselt und das Boot fuhr über Stavanger und Kristiansand zurück nach Kiel, wo es am 15. Juli einlief.

### 6. Transportfahrt
Das U-Boot lief am 7. Oktober 1944 zur sechsten und letzten Transportfahrt aus Kiel aus. Es brachte Material von Kiel nach Horten, wo es Schnorchelübungen durchführte, danach wurde es in Kristiansand ausgerüstet und ergänzte Material. Stavanger und Haugesund mussten wegen Luftgefahr verlassen werden und in Bergen wurden die Geräte abgegeben. Der Rückmarsch ging über Bodø, wo die Besatzung des außer Dienst gestellten U 957 und zwei weitere Marineangehörige aufgenommen wurden. Anschließend sollte die Fahrt zurück nach Kiel führen. Jedoch wurden U 1060 und der zum Geleit abgestellte Minensucher M 433 einen Tag nach dem Auslaufen von britischen Trägerflugzeugen angegriffen. Das deutsche U-Boot wurde nach schwerer Beschädigung auf den Strand gesetzt.

## Verbleib
U 1060 und der geleitende Minensucher wurden am 27. Oktober 1944 im Nordmeer südlich von Brönnöysund durch Raketen- und Bordwaffenbeschuss von einem Firefly-Jagdflugzeug der britischen FAA Squadron 1771, die vom Flugzeugträger Implacable gestartet waren, angegriffen.  Der Minensucher M 433 wurde durch Bombentreffer versenkt und U 1060 durch eine weitere Bombe schwer beschädigt, die durch das geöffnete Turmluk ins Boot fiel, und den Kommandanten und zwölf weitere Besatzungsmitglieder tötete. Die Besatzung setzte U 1060 daraufhin auf der Insel Fleina vor Gildeskål auf Position ⊙ den Strand und verließ das Boot. Zu den 71 Überlebenden gehörten auch Oberleutnant Gerd Schaar und 27 der Besatzungsmitglieder von U 957. Am Nachmittag und am Abend retteten norwegische Fischkutter die Überlebenden, die sich auf der Schäre befanden. Leiter der Rettungsaktion war Dr. med. Ole Aalde. Die Männer wurden nach Mosjöen gebracht und dort ärztlich versorgt. Drei Tote wurden auf dem dortigen Friedhof am 7. November 1944 beerdigt. Das britische Coastal Command entsandte vier Flugzeuge, darunter zwei tschechische Liberator Bomber, die U 1060 am 4. November zerstörten.